# Girolamo Pallavicino (marchese di Cortemaggiore)

Stemma dei Pallavicino.

Girolamo Pallavicino (... – Cortemaggiore, 12 gennaio 1557) è stato un politico italiano, quarto marchese di Cortemaggiore.

## Biografia
Era figlio terzogenito di Gaspare Pallavicino e di Lodovica Trivulzio.
Fu uno dei più illustri rappresentanti del ramo di Cortemaggiore della famiglia, i cui privilegi vennero riconosciuti nel 1513 dal duca di Milano e da papa Clemente VII nel 1530. Con la successione al soglio pontificio di papa Paolo III, egli nel 1545 decise di donare Parma e Piacenza al figlio naturale Pier Luigi Farnese. Costui, dispotico di carattere, si era inimicato Girolamo che, secondo lui, intendeva favorire il cugino Sforza Pallavicino, divenuto parente avendo Sforza sposato Giulia, figlia di Costanza Farnese (anch'essa figlia naturale di papa Paolo III).
Mentre Girolamo si trovava a Brescia, Pier Luigi Farnese occupò Cortemaggiore e fece rapire madre e moglie di Girolamo, traducendole a Piacenza, col divieto assoluto di comunicare. Girolamo si appellò all'imperatore e ai veneziani, ma senza ottenere aiuti. Il Farnese accusò il Pallavicino di alcuni omicidi, ma il vero motivo era che a questi, rimasto senza figli, succedesse Sforza Pallavicino. Nonostante la moglie di Girolamo nel 1545 fosse incinta, non ottenne la libertà. Girolamo pensò di architettare una congiura contro Pier Luigi Farnese e ne parlò col governatore di Milano Ferrante I Gonzaga, ma non fu esaudito. Il Gonzaga aveva infatti nelle mire il complotto contro il Farnese, intendendo parteggiare per Carlo V, che voleva impossessarsi del ducato di Parma e Piacenza. Il 10 settembre 1547 il Farnese venne pugnalato a Piacenza da alcuni sicari, tra i quali Giovanni Anguissola e Alessandro Pallavicino del ramo di Scipione. Dopo la morte del Farnese, Girolamo Pallavicino poté riabbracciare moglie e madre libere e tornò in possesso del suo feudo, ma dovette combattere contro la guarnigione del Farnese che occupava la rocca di Cortemaggiore.
Morì nel 1557 e il feudo passò al cugino Cesare e nel 1562 al cugino Sforza.

## Discendenza
Sposò in prime nozze Camilla de' Rossi e in seconde Camilla Pallavicino del ramo di Busseto. Ebbero due figlie:
- Vittoria, sposò Ranuzio Gambara di Brescia;
- Isabella, letterata, sposò Giampaolo Meli Lupi di Soragna.